# Дигидрогипофосфат натрия
Дигидрогипофосфат натрия, или гипофосфат натрия, двузамещённый, — неорганическое соединение, кислая соль щелочного металла натрия и фосфорноватой кислоты с формулой Na2H2P2O6, бесцветные кристаллы, растворимые в воде, образует кристаллогидрат.

## Получение
- Растворение красного фосфора в разбавленном щелочном растворе перекиси водорода:

{\displaystyle {\mathsf {P+4H_{2}O_{2}+2NaOH\ {\xrightarrow {30-50^{o}C}}\ Na_{2}H_{2}P_{2}O_{6}\downarrow +4H_{2}O}}}
- Растворение белого фосфора в разбавленном щелочном растворе хлорита натрия:

{\displaystyle {\mathsf {P_{4}+4NaClO_{2}+4NaOH\ {\xrightarrow {10-15^{o}C}}\ 2Na_{2}H_{2}P_{2}O_{6}\downarrow +4NaCl}}}
- Нейтрализация разбавленной щелочью фосфорноватой кислоты:

{\displaystyle {\mathsf {H_{4}P_{2}O_{6}+2NaOH\ {\xrightarrow {}}\ Na_{2}H_{2}P_{2}O_{6}\downarrow +2H_{2}O}}}
- Разложение горячей водой гипофосфата натрия:

{\displaystyle {\mathsf {Na_{4}P_{2}O_{6}+2H_{2}O\ {\xrightarrow {100^{o}C}}\ Na_{2}H_{2}P_{2}O_{6}+2NaOH}}}

## Физические свойства
Дигидрогипофосфат натрия образует бесцветные кристаллы.
Растворяется в воде.
Образует кристаллогидрат состава Na2H2P2O6• 6H2O.

## Химические свойства
- При нагревании кристаллогидрат теряет воду:

{\displaystyle {\mathsf {Na_{2}H_{2}P_{2}O_{6}\cdot 6H_{2}O\ {\xrightarrow {100^{o}C}}\ Na_{2}H_{2}P_{2}O_{6}+6H_{2}O}}}
- При нагревании разлагается:

{\displaystyle {\mathsf {4Na_{2}H_{2}P_{2}O_{6}\ {\xrightarrow {600^{o}C}}\ PH_{3}+7NaPO_{3}+NaOH+2H_{2}O}}}
- Реагирует с горячей водой в сильнокислой среде:

{\displaystyle {\mathsf {2Na_{2}H_{2}P_{2}O_{6}+H_{2}O\ {\xrightarrow {100^{o}C}}\ 2NaH_{2}PO_{4}+Na_{2}(P_{2}H_{2}O_{5})}}}
- Реагирует с концентрированными щелочами:

{\displaystyle {\mathsf {Na_{2}H_{2}P_{2}O_{6}+2NaOH\ {\xrightarrow {}}\ Na_{4}P_{2}O_{6}+2H_{2}O}}}
- Является слабым восстановителем:

{\displaystyle {\mathsf {Na_{2}H_{2}P_{2}O_{6}+NaBrO\ {\xrightarrow {}}\ Na_{2}H_{2}P_{2}O_{7}+NaBr}}}